# Diego Durán

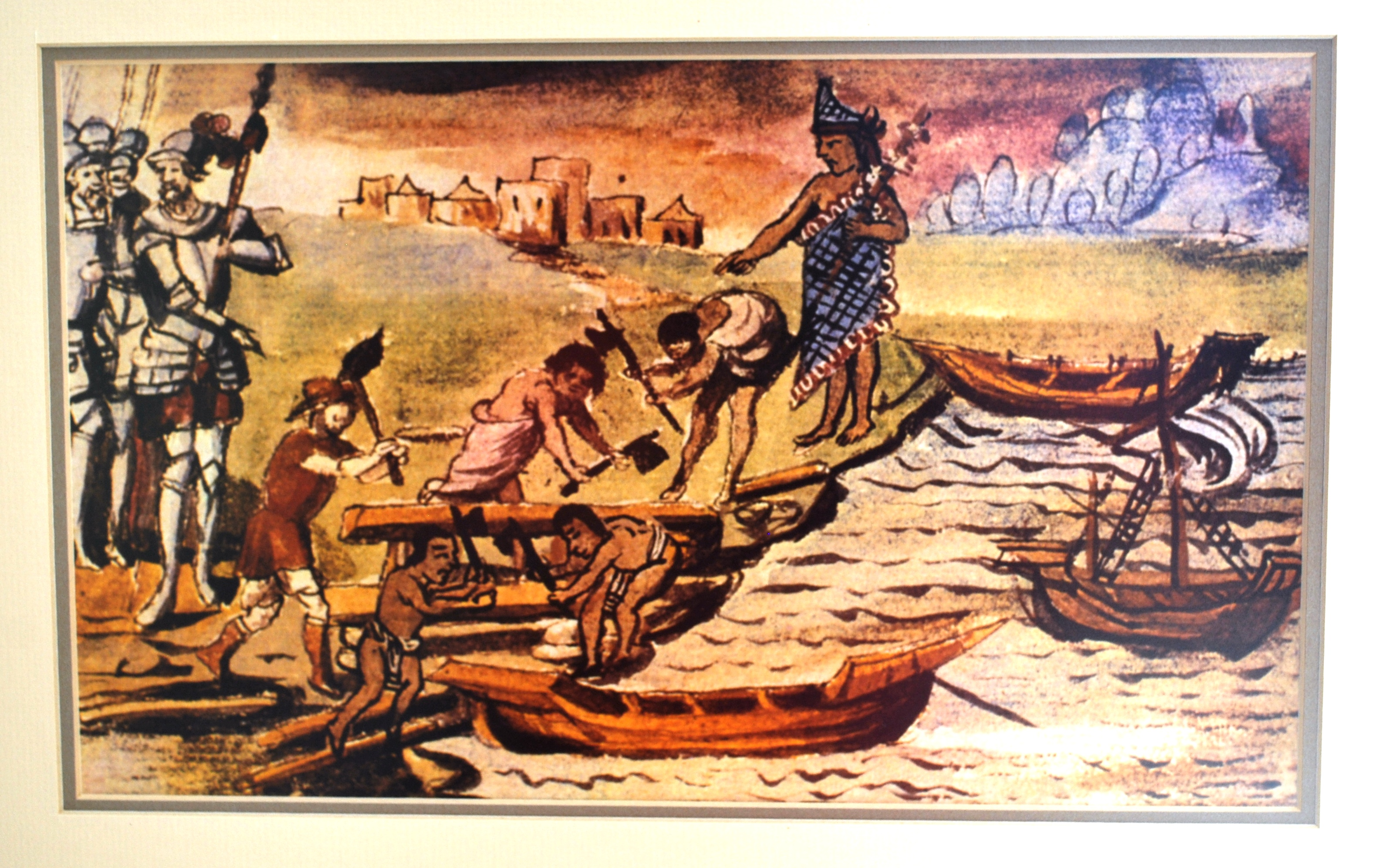
Fragment uit de Duran Codex, waarin Spanjaarden en een inheemse heerser aanwijzingen geven aan indianen om dertien brigantijnen te maken voor de verovering van Tenochtitlan.

Diego Durán (ca. 1537-1588) was een dominicaanse broeder, die bekend is als schrijver van een van de vroegste Westerse boeken over de geschiedenis en cultuur van de Azteken: De Geschiedenis van de Indiën van Nieuw Spanje (1581, ook bekend als de Duran Codex). 
Hij sprak vloeiend Nahuatl (de Azteekse taal) en wist zo informatie te krijgen van zowel de inheemse bevolking, als uit de Azteekse codices en het werk van broeders, die hem in dit onderzoek voorgingen.
Durán durfde kritiek te uiten op de Spaanse conquistadores. Over de verdwenen Azteekse schat schreef hij: 'Om deze schat, lieten de veroveraars meer tranen dan om de misdaden die ze hadden gepleegd.'

## Biografie

### Jonge Jaren
Durán was rond 1537 in Spanje geboren. Zijn familie trok naar Mexico toen hij erg jong was. Hij leerde Nahuatl in Texcoco, een stadstaat die in de Voor-Spaanse periode bekendstond om haar onderwijs. Zijn familie was niet rijk, maar had bedienden, die eerder slaven waren geweest. Toen hij nog jong was, verhuisde zijn familie naar Mexico City en daar ging hij naar school.

### Kerkelijk leven
Durán trad in 1556 in in de Dominicaanse Orde en hij werd, na zijn training in Mexico City, naar Oaxaca gestuurd. Hij verbleef enige tijd in een klooster of broedergemeente in Oaxtepec. Hij zou door de dominicaanse Fray Francisco de Aguilar zijn onderwezen, die als soldaat betrokken was geweest bij de belegering van Tenochtitlan. Durán werd vicaris in een klooster in Hueyapan, waar hij het meest opstak van de inheemse Nahua's.
In 1585 keerde Durán in slechte gezondheid terug naar Mexico City om er te werken en te leven in het Klooster van St. Dominicus, als vertaler van Nahuatl naar Spaans, voor de Inquisitie. 
Hij stierf in 1588, het is onbekend aan welke ziekte.

## Geschiedwerken
De Geschiedenis van de Indiën van Nieuw Spanje, soms aan gerefereerd als de Duran Codex, telt 78 hoofdstukken die de periode omspannen van het Azteekse scheppingsverhaal tot na de Spaanse verovering van Mexico en bevat een chronologie van de Azteekse heersers.
De Duran Codex werd pas in de 19e eeuw uitgegeven, toen het door José Fernando Ramírez werd gevonden in de Bibliotheek van Madrid.
Verder schreef hij Boek van de Goden en Riten (1574-1576) en Oude Kalender (ca. 1579).